# Cotacajes
Cotacajes ist eine Ortschaft im Departamento Cochabamba im südamerikanischen Andenstaat Bolivien.

## Lage im Nahraum
Cotacajes liegt in der Provinz Ayopaya und ist eine Ortschaft im Municipio Cocapata. Die Ortschaft liegt auf einer Höhe von 1314 m am Zufluss des Río Cocapata zum Río Cotacajes, der hier in nördlicher Richtung zum Río Beni fließt.

## Geographie
Cotacajes liegt in der bolivianischen Cordillera Central am nördlichen Ende der Cordillera de Cocapata. Das Klima der Region ist ein typisches Tageszeitenklima, bei dem die täglichen Temperaturschwankungen deutlicher ausfallen als die mittleren monatlichen Jahresschwankungen.
Die Jahresdurchschnittstemperatur der Ortschaft liegt bei 23 °C (siehe Klimadiagramm La Asunta), der Jahresniederschlag beträgt etwa 1300 mm. Die Monatsdurchschnittstemperaturen schwanken nur unwesentlich zwischen gut 20 °C im Juni/Juli und 25 °C im November/Dezember. Das Flusstal des Río Cotacajes weist eine kurze Trockenzeit mit Monatsniederschlägen von 25 mm in den Monaten Juni und Juli auf, in der Feuchtezeit erreichen die Monatswerte bis 200 mm von Dezember bis Februar.

## Verkehrsnetz
Cotacajes liegt in einer Entfernung von 163 Straßenkilometern nordwestlich von Cochabamba, der Hauptstadt des Departamentos.
Durch Cochabamba führt die 1657 Kilometer lange Nationalstraße Ruta 4, die ganz im Westen an der chilenischen Grenze bei Tambo Quemado beginnt. Sie führt quer durch das ganze Land über Quillacollo und Cochabamba nach Santa Cruz und endet im südöstlichen Teil des Landes an der Grenze zu Brasilien bei der Stadt Puerto Quijarro.
In Quillacollo führt von der Ruta 4 eine Straße nach Norden, die als Ruta 25 nach Nordwesten in Richtung Departamento La Paz führt. Nach 34 Kilometern, auf dem 4450 m hohen Pass Tahua Cruz, biegt die Landstraße Ruta 4101 von der Ruta 25 in nördlicher Richtung ab, nach neun Kilometern die Ruta 4103 nach Nordwesten Richtung Calientes, die im weiteren Verlauf Passhöhen von 4620 m erreicht und durch die fast unbesiedelte Kordillere von Cochabamba bis nach Cocapata führt. Der „Camino a Cotacajes“ verlässt Cocapata nach Norden und erreicht entlang der Ausläufer der Cordillera de Cocapata nach 25 Kilometern Cotacajes.

## Bevölkerung
Die Einwohnerzahl der Ortschaft ist in dem Jahrzehnt zwischen den beiden letzten Volkszählungen leicht angestiegen:
| Jahr | Einwohner         | Quelle       |
| ---- | ----------------- | ------------ |
| 1992 | keine Detaildaten | Volkszählung |
| 2001 | 143               | Volkszählung |
| 2012 | 161               | Volkszählung |
| 2024 |                   | Volkszählung |

Die Region weist einen hohen Anteil an Quechua-Bevölkerung auf, im Municipio Morochata (aus dem das Municipio Cocapata hervorgegangen ist) sprechen 96,6 % der Bevölkerung Quechua.